# Creysse, Dordogne

Creysse este o comună în departamentul Dordogne din sud-vestul Franței. În 2009 avea o populație de 1.853 de locuitori.

## Evoluția populației
| An        | 1975  | 1982  | 1990  | 1999  | 2006  | 2009  |
| --------- | ----- | ----- | ----- | ----- | ----- | ----- |
| Populație | 1.797 | 1.897 | 2.336 | 2.260 | 1.850 | 1.853 |